# سانتا ماريا أ فيكو
سانتا ماريا أ فيكو (بالإيطالية: Santa Maria a Vico)‏ هي كومونا في مقاطعة كزرتة في منطقة كمبانية الإيطالية، وتقع على بعد 30 كيلومترًا (19 ميلًا) شمال شرق نابولي، و 13 كيلومترًا (8 ميلًا) جنوب شرق كزرتة.